# Robert Peary
Robert Edwin Peary Sr. (6 tháng 5 năm 1856 - 20 tháng 2 năm 1920) là một nhà thám hiểm người Mỹ đã tuyên bố đã đến Bắc cực địa lý với chuyến thám hiểm của mình vào ngày 6 tháng 4 năm 1909. Lời tuyên bố của Peary đã được thừa nhận rộng rãi trong hầu hết thế kỷ 20, Chứ không phải là tuyên bố tranh đua của Frederick Cook, người nói rằng ông đã có một năm trước đó. Cả hai tuyên bố đã được thảo luận rộng rãi trên các tờ báo cho đến năm 1913.
Dựa trên đánh giá của các hồ sơ của Peary, nhà thám hiểm Bắc Cực của Anh Wally Herbert kết luận trong một cuốn sách năm 1989 rằng Peary đã không đạt được cực, mặc dù ông có thể gần đến 60 dặm (97 km). Những kết luận của ông đã được chấp nhận rộng rãi nhưng đến lượt các nhà cầm quyền khác lại nghi ngờ. Toàn bộ Peary đã thực hiện tám chuyến Bắc cực, hai chuyến thám hiểm cuối cùng của ông chỉ nhằm mục đích cố gắng đến Bắc Cực.

## Tiểu sử
Robert Edwin Peary sinh ngày 6 tháng 5 năm 1856 tại Cresson, Pennsylvania, trong gia đình của ông bà Charles N. và Mary P. Peary. Sau khi cha Charles Peary qua đời năm 1859, mẹ của Peary đã đưa cậu bé đến và định cư tại Portland, Maine. Sau khi lớn lên ở Portland, Peary tham dự Bowdoin College, khoảng 36 dặm (58 km) về phía bắc. Ông là một thành viên của các hội huynh đệ Delta Kappa Epsilon và Phi Beta Kappa  trong khi ở trường cao đẳngge.. Ông tốt nghiệp năm 1877 với bằng kỹ sư xây dựng.
Sau khi tốt nghiệp đại học, Peary đã làm việc như một người soạn thảo các bản vẽ kỹ thuật tại Washington, DC, tại văn phòng khảo sát bờ biển và trắc địa Hoa Kỳ. Ông gia nhập Hải quân Hoa Kỳ và ngày 26 tháng 10 năm 1881, được ủy nhiệm làm kỹ sư xây dựng, với mức trung bình tương đối. [1] Từ năm 1884 đến năm 1885, ông là trợ lý kỹ sư về các cuộc điều tra cho Kênh Nicaragua, và sau đó trở thành kỹ sư phụ trách. Như đã phản ánh trong một bài viết nhật ký ông đã làm năm 1885, trong thời gian ông làm việc trong Hải quân, ông quyết định trở thành người đầu tiên đến Bắc Cực.
Vào tháng 4 năm 1886, ông viết một bài báo cho Viện Hàn lâm Khoa học Quốc gia đề xuất hai phương pháp để băng qua lớp băng của Greenland. Một là để bắt đầu từ bờ biển phía tây và đi bộ khoảng 400 dặm (640 km) đến bờ biển phía đông. Thứ hai, con đường khó khăn hơn là bắt đầu từ Whale Sound ở phía trên cùng của phần tiếng của vịnh Baffin và đi về phía bắc để xác định xem Greenland là một hòn đảo hoặc nếu nó mở rộng tất cả các cách trên Bắc Cực (1.300 dặm).  Peary được thăng cấp bậc trung úy chỉ huy vào ngày 5 tháng 1 năm 1901, và chỉ huy vào ngày 6 tháng 4 năm 1902.

## Cuộc thám hiểm Bắc cực ban đầu

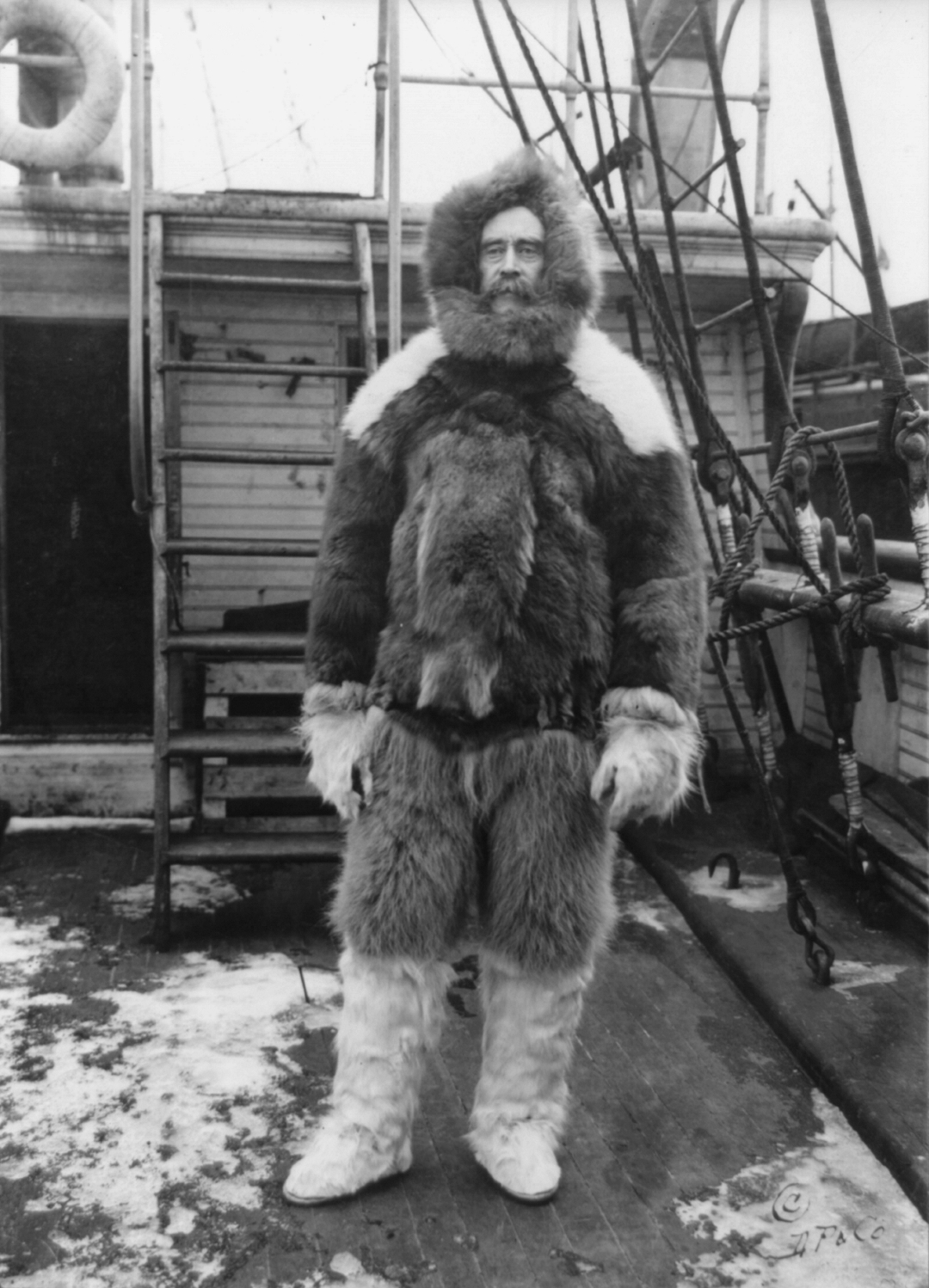
Peary mặc áo lông thú Bắc Cực, 1909

Peary đã thực hiện cuộc thám hiểm đầu tiên của mình tới Bắc Cực vào năm 1886, có ý định vượt qua Greenland bằng xe chó kéo, lấy con đường đầu tiên của mình đề xuất. Ông được Hải quân cho nghỉ sáu tháng, và ông nhận được 500 đô từ mẹ để đặt vé về phía Bắc và mua đồ tiếp liệu. Ông đã đi trên một con thuyền săn cá voi đến Greenland, đến Godhavn vào ngày 6 tháng 6 năm 1886. Peary muốn thực hiện một chuyến đi một mình nhưng một sĩ quan trẻ người Đan Mạch tên là Christian Maigaard đã thuyết phục rằng anh ta sẽ chết nếu anh ta đi một mình. Maigaard và Peary đi cùng nhau và đã đi gần 100 dặm (160 km) về phía đông do trước khi quay trở lại bởi vì họ đã thiếu thực phẩm. Đây là lần tiếp xúc thứ hai từ băng đá Greenland vào thời điểm đó. Peary trở về nhà biết nhiều hơn những gì được yêu cầu trekking băng dài.
Trở lại Washington tham dự cùng Hải quân Hoa Kỳ, vào tháng 11 năm 1887 Peary được lệnh khảo sát các tuyến đường cho kênh đào Nicaragua đề xuất. Để hoàn thành trang phục nhiệt đới của mình, anh ấy cần một chiếc mũ nắng, vì vậy anh ấy đã đi đến cửa hàng quần áo nam giới. Ở đó ông đã gặp Matthew Henson, 21 tuổi, một người đàn ông da đen làm nhân viên bán hàng. Biết được rằng Henson đã có sáu năm kinh nghiệm trên tàu biển với tư cách là bồi tàu,  Peary ngay lập tức thuê anh ta như một người hầu riêng. 
Khi được phân công trong những khu rừng ở Nicaragua, Peary nói với Henson về ước mơ của mình về thăm dò Bắc cực. Henson đi cùng với Peary trong một chuyến thám hiểm Bắc cực sau đó, trở thành trợ lý thực địa và là "người đầu tiên", một thành viên quan trọng của đội mình.